# Sulpizio il Pio
Sulpizio, o Sulpicio, detto il Pio (probabilmente Vatan, ... – Bourges, 17 gennaio 647), è stato vescovo della diocesi di Bourges dal 624 alla morte; è venerato come santo dalla Chiesa cattolica.

## Biografia
Nacque probabilmente a Vatan, nel Berry, da una famiglia aristocratica: venne destinato alla carriera ecclesiastica e, ordinato sacerdote, entrò come cappellano presso la corte dei Franchi sotto Clotario II. Alla morte di sant'Austregisilo, venne eletto alla sede episcopale di Bourges. Portò a compimento il processo di cristianizzazione dei suoi sudditi, sradicando il paganesimo e convertendo gli ebrei. Partecipò al concilio di Clichy del 627 e fu maestro di Remaclo e Desiderio di Cahors, in seguito venerati come santi. Desiderio di Cahors fu consacrato vescovo da Sulpizio e di lui redasse una Vita.
Si oppose ai tentativi egemonici di Dagoberto I (629 - 639), difendendo i privilegi di cui godeva la sua diocesi.
Si dedicò all'assistenza ai poveri e ai malati, divenendo oggetto di devozione popolare già prima della morte: la tradizione vuole che i suoi funerali dovettero venire ritardati per permettere alla grande folla di rendere omaggio alla sua salma.
È titolare della chiesa e del seminario di Saint-Sulpice di Parigi e patrono dei padri sulpiziani.
La sua Memoria liturgica cade il 17 gennaio.